# Jeremy Browne, 11. Marquess of Sligo

Wappen des Marquess of Sligo

Jeremy Ulick Browne, 11. Marquess of Sligo (* 4. Juni 1939 in London; † 13. Juli 2014 in Westport, County Mayo), war ein irischer Peer und Unternehmer.

## Leben
Er war der einzige Sohn von Denis Browne, 10. Marquess of Sligo (1908–1991) und Jose Gauche. Als Heir apparent seiner Vaters führte von 1952 bis 1991 den Höflichkeitstitel Earl of Altamont. Er studierte am St. Columba’s College in Dublin und an der Royal Agricultural University in Cirencester.
Sein Vater erbte 1952 mit dem Adelstitel als Marquess of Sligo erhebliche Schulden. Nachdem sein drei Vorgänger kurz hintereinander (1941, 1951 und 1952) gestorben waren, waren erhebliche Erbschaftssteuern auf den vererbten Familiensitz Westport House in Westport im County Mayo, nebst dazugehöriger Ländereien, fällig. Der Familiensitz wäre damals verkauft worden, wenn sich ein geeigneter Käufer gefunden hätte. Jeremy Browne öffnete daraufhin 1960 den Familiensitz seines Vaters für Besucher und entwickelte das Anwesen im Laufe der Jahre zu einer der größten privaten Touristenattraktionen Irlands, mit zuletzt über vier Millionen Besuchern pro Jahr und bis zu 200 Mitarbeitern in der Hochsaison. Im Mai 2014 erschien hierzu sein Buch A Life at Westport House. 50 Years A-Going. Er konnte dadurch die Finanzierung des Anwesens sichern, auch nachdem er dieses selbst beim Tod seines Vaters 1991 erbte und erneut Erbschaftsteuer fällig wurde. Da er keine Söhne hatte, erwirkte er nach langem Verfahren 1993 ein Gesetz, nach dem entgegen der bis dahin gültigen Erbfolge in agnatischer Primogenitur seine Besitzungen (insbesondere der Familiensitz), an seine fünf Töchter fallen sollten.
Beim Tod seines Vaters erbte er 1991 auch dessen Adelstitel als 12. Marquess of Sligo, 14. Earl of Altamont, 10. Earl of Clanricarde, 14. Viscount Westport, 14. Baron Mount Eagle und 12. Baron Monteagle. Aufgrund seines letztgenannten Titels hatte er Anspruch auf einen erblichen Sitz im House of Lords. Dieser Titel gehört nämlich im Gegensatz zu seinen anderen Titeln nicht zur Peerage of Ireland, sondern zur Peerage of the United Kingdom. Er nahm den Sitz aber nie ein und verlor seinen erblichen Parlamentssitz schließlich mit Inkrafttreten des House of Lords Act 1999.
Am 26. Oktober 1961 heiratete er Jennifer June Lushington Cooper. Gemeinsam mit ihr hatte er fünf Töchter:
- Lady Sheelyn Felicity Browne (* 1963);
- Lady Karen Lavinia Browne (* 1964);
- Lady Lucinda Jane Browne (* 1969);
- Lady Clare Romane Browne (* 1974);
- Lady Alannah Pamela Josephine Browne (* 1980).

Da er keine Söhne hatte, erbte sein Cousin Sebastian Ulick Browne (* 1964) seine Adelstitel, während seine Töchter seine Besitzungen erbten. Anderthalb Jahre nach seinem Tod sahen sich seine Töchter schließlich gezwungen, den Familiensitz Westport House aus finanziellen Gründen zu verkaufen.